# Cuevas del Valle
Cuevas del Valle is een gemeente in de Spaanse provincie Ávila in de regio Castilië en León met een oppervlakte van 19,00 km². Cuevas del Valle telt 507 inwoners (1 januari 2016).
Een gedeelte van het grondgebied van de gemeente is beschermd natuurgebied als onderdeel van het Parque Regional de la Sierra de Gredos.

## Demografische ontwikkeling
Bron: INE, 1857-2011: volkstellingen
Adanero · Albornos · Aldeanueva de Santa Cruz · Aldeaseca · Amavida · Arenas de San Pedro · Arevalillo · Arévalo · Aveinte · Avellaneda · Ávila · Barromán · Becedas · Becedillas · Bercial de Zapardiel · Bernuy-Zapardiel · Berrocalejo de Aragona · Blascomillán · Blasconuño de Matacabras · Blascosancho · Bohoyo · Bonilla de la Sierra · Brabos · Bularros · Burgohondo · Cabezas de Alambre · Cabezas del Pozo · Cabezas del Villar · Cabizuela · Canales · Candeleda · Cantiveros · Cardeñosa · Casas del Puerto · Casasola · Casavieja · Casillas · Castellanos de Zapardiel · Cebreros · Cepeda la Mora · Chamartín · Cillán · Cisla · Collado de Contreras · Collado del Mirón · Constanzana · Crespos · Cuevas del Valle · Diego del Carpio · Donjimeno · Donvidas · El Arenal · El Barco de Ávila · El Barraco · El Bohodón · El Fresno · El Hornillo · El Hoyo de Pinares · El Losar del Barco · El Mirón · El Oso · El Parral · El Tiemblo · Espinosa de los Caballeros · Flores de Ávila · Fontiveros · Fresnedilla · Fuente el Saúz · Fuentes de Año · Gallegos de Altamiros · Gallegos de Sobrinos · Garganta del Villar · Gavilanes · Gemuño · Gil García · Gilbuena · Gimialcón · Gotarrendura · Grandes y San Martín · Guisando · Gutierre-Muñoz · Hernansancho · Herradón de Pinares · Herreros de Suso · Higuera de las Dueñas · Horcajo de las Torres · Hoyocasero · Hoyorredondo · Hoyos de Miguel Muñoz · Hoyos del Collado · Hoyos del Espino · Hurtumpascual · Junciana · La Adrada · La Aldehuela · La Carrera · La Colilla · La Hija de Dios · La Horcajada · La Serrada · La Torre · Langa · Lanzahíta · Las Berlanas · Las Navas del Marqués · Los Llanos de Tormes · Madrigal de las Altas Torres · Maello · Malpartida de Corneja · Mamblas · Mancera de Arriba · Manjabálago y Ortigosa de Rioalmar · Marlín · Martiherrero · Martínez · Mediana de Voltoya · Medinilla · Mengamuñoz · Mesegar de Corneja · Mijares · Mingorría · Mironcillo · Mirueña de los Infanzones · Mombeltrán · Monsalupe · Moraleja de Matacabras · Muñana · Muñico · Muñogalindo · Muñogrande · Muñomer del Peco · Muñopepe · Muñosancho · Muñotello · Narrillos del Rebollar · Narrillos del Álamo · Narros de Saldueña · Narros del Castillo · Narros del Puerto · Nava de Arévalo · Nava del Barco · Navacepedilla de Corneja · Navadijos · Navaescurial · Navahondilla · Navalacruz · Navalmoral · Navalonguilla · Navalosa · Navalperal de Pinares · Navalperal de Tormes · Navaluenga · Navaquesera · Navarredonda de Gredos · Navarredondilla · Navarrevisca · Navatalgordo · Navatejares · Neila de San Miguel · Niharra · Ojos-Albos · Orbita · Padiernos · Pajares de Adaja · Palacios de Goda · Papatrigo · Pascualcobo · Pedro Bernardo · Pedro-Rodríguez · Peguerinos · Peñalba de Ávila · Piedrahíta · Piedralaves · Poveda · Poyales del Hoyo · Pozanco · Pradosegar · Puerto Castilla · Rasueros · Riocabado · Riofrío · Rivilla de Barajas · Salobral · Salvadiós · San Bartolomé de Béjar · San Bartolomé de Corneja · San Bartolomé de Pinares · San Esteban de Zapardiel · San Esteban de los Patos · San Esteban del Valle · San García de Ingelmos · San Juan de Gredos · San Juan de la Encinilla · San Juan de la Nava · San Juan del Molinillo · San Juan del Olmo · San Lorenzo de Tormes · San Martín de la Vega del Alberche · San Martín del Pimpollar · San Miguel de Corneja · San Miguel de Serrezuela · San Pascual · San Pedro del Arroyo · San Vicente de Arévalo · Sanchidrián · Sanchorreja · Santa Cruz de Pinares · Santa Cruz del Valle · Santa María de los Caballeros · Santa María del Arroyo · Santa María del Berrocal · Santa María del Cubillo · Santa María del Tiétar · Santiago del Collado · Santiago del Tormes · Santo Domingo de las Posadas · Santo Tomé de Zabarcos · Serranillos · Sigeres · Sinlabajos · Solana de Rioalmar · Solana de Ávila · Solosancho · Sotalbo · Sotillo de la Adrada · Tiñosillos · Tolbaños · Tormellas · Tornadizos de Ávila · Tórtoles · Umbrías · Vadillo de la Sierra · Valdecasa · Vega de Santa María · Velayos · Villaflor · Villafranca de la Sierra · Villanueva de Gómez · Villanueva de Ávila · Villanueva del Aceral · Villanueva del Campillo · Villar de Corneja · Villarejo del Valle · Villatoro · Vita · Viñegra de Moraña · Zapardiel de la Cañada · Zapardiel de la Ribera